# 埃爾凱羅
埃爾凱羅是哥倫比亞的城鎮，位於該國西部，由考卡山谷省負責管轄，距離首府卡利252公里，始建於1920年，面積283平方公里，海拔高度2,478米，2005年人口9,105。
4°45′N 76°15′W / 4.750°N 76.250°W